# Jean Pons (1936-2016)
Pour les articles homonymes, voir Jean Pons (homonymie) et Pons.
 (juin 2019).
 (juin 2019).
Jean Michel Pons, né le 23 octobre 1936 à Abidjan (dans la colonie française de Côte d'Ivoire au sein de l'Afrique-Occidentale française) et mort le 19 avril 2016 à Gap en France, est un maître d’atelier, sculpteur, peintre aquarelliste et conteur français.

## Biographie

### Enfance
Jean Pons est né le 23 octobre 1936 à Abidjan. Ses parents géraient en Côte d’Ivoire une plantation de cacaotiers, puis une concession de caféiers à Grand-Bassam. Sa mère Pangaud Georgette Susanne est née à Razès (Haute-Vienne), son père Paul Pons est né en 1896 à Crest (Drôme).
Lors de la Seconde Guerre mondiale, son père part rejoindre la résistance dans la Drôme. La plantation ne pouvant être gardée par une femme seule, la famille Pons est contrainte d’organiser leur retour en France.
Durant l’hiver 1939, à 3 ans, Jean Pons débarque seul en France. Il fut accueilli par les amis de son père et passa la guerre dans les maquis et en itinérance de village en village, de ferme en ferme. Cette enfance resta marquée dans ses souvenirs. Il vécut plusieurs bombardements, dont celui de Saint-Pierre-des-Corps qui fit de nombreuses victimes. À 8 ans, il retrouve sa mère à Paris.
Jean Pons entre au collège Chaptal, à Paris. Lors de sa dernière année, il  doit abandonner ses études du fait d’une méningite. Sa mère l’envoie à Nice pour qu’il y retrouve sa santé. 

### Formation et vie familiale
À l'âge de 14 ans, Jean Pons est élève dans l’atelier du sculpteur Maurice Prost au studio Marie Émilie Rolez. L'année suivante, il est admis à l'École des Arts décoratifs de Nice, section sculpture. 
Au cours de sa troisième année de formation, sa mère et son nouveau compagnon ne peuvent plus assumer les frais de ses études. Six mois avant l’obtention de son diplôme, il doit quitter l’école pour travailler. Il fera plusieurs petits boulots, notamment dans une maison de photographies, vendra des tissus, mettra en couleur, à l’aquarelle, des documents imprimés…
En juin 1956 il épouse Marcelle Jellinek Mercedes. Tous deux vivent pendant plusieurs années à Roquebrune-Cap-Martin-Village, dans un mas sur les hauteurs où ils restaurent une pension de famille.[pertinence contestée]
En 1963, contraint de partir pour des raisons de santé, ils déménagent pour la montagne dans le petit village de Montadroit, département du Jura, près d’Arinthod. 
L’atelier « Montjoie » est créé. C'est un endroit où il enseigne la sculpture, la peinture et l’aquarelle et accueille aussi bien des amateurs que de futurs professionnels en formation de longue durée. 
Jean Pons a souvent participé a des initiatives sur les questions d’environnement, de justice sociale, de défense des droits de la région.[Interprétation personnelle ?]
En 1967, il s'installe au Niger, à Niamey, avec sa famille. Il travaille pour la télévision scolaire où il gère un service en enseignant les principes technologiques, à partir de matériaux locaux[pas clair]. Les émissions de la Télévision scolaire du Niger sont diffusées dans les classes de brousse. des amis ayant participé a cette initiative ont précisé que ceci se faisait grâce à des téléviseurs alimentés par batteries, et exploitées par des moniteurs nigériens spécialement formés.[pertinence contestée]
Jean Pons est l’auteur de plusieurs œuvres, notamment une Vierge à l’Enfant, commandée par l’évêché, exposée dans la cathédrale de Niamey.
En 1979, il devient sculpteur modéliste, un designer chargé de la direction artistique des établissements Henri Chavet à Dortan. Il sera le créateur de plusieurs jeux d’échecs.
En 1982, il est admis à la Maison des Artistes de Paris. 
Dans son atelier qu'il nomme Atelier Montjoie, il enseigne la sculpture, l’aquarelle et le dessin. Ainsi, futurs artistes professionnels et amateurs suivent les pas du maître. Sa formation est notamment orientée pour développer sa créativité et valoriser les potentialités de chacun.[Interprétation personnelle ?]. Jean Pons précisait souvent que les mots « art » et « sacré » sont des pléonasmes. Le parcours qu'il proposait aux élèves avait pour but de développer leur créativité et sensibilité afin qu'elles s'expriment dans leurs sculptures.[Interprétation personnelle ?]
De nombreuses œuvres, sculptures et peintures sont créées dans son atelier ; lui-même sera l’auteur de plus de 500 sculptures au cours de sa vie.
En 1984, il devient membre du jury des Métiers d’art à la préfecture du Jura et membre du jury des Meilleurs ouvriers de France.
Il est membre de l’association des « Quatre Arts » qui organise pendant trois années consécutives à Lons-le-Saunier des symposiums artistiques ; ils ont lieu d'abord dans la salle du Carcom, puis, dans le grand hall de Juraparc.
Il part vivre plusieurs années dans la région de Lons-le-Saunier, à Montain. Il y continue ses enseignements et crée ses sculptures.
En 2000, il quitte le Jura pour s’installer dans les Hautes-Alpes et y poursuit son activité artistique. 
Jean Pons meurt le 29 avril 2016 à l’hôpital de Gap. Il est enterré dans la région d’Arinthod.